# Javier Cámara
Javier Cámara Rodríguez (Albelda de Iregua, 1967. január 19. –) kétszeres Goya-díjas spanyol színész.
Elsőként a Torrente, a törvény két balkeze című 1998-as spanyol filmmel vált ismertté. Ezt követően feltűnt olyan filmekben, mint a Beszélj hozzá (2002), a Szex, hazugság, super 8-as – Torremolinos 73 (2003), a Könnyű csukott szemmel élni (2013) és a Mind semmibe veszünk (2020). 
Televíziós szerepei közé tartozik Az ifjú pápa (2016) és annak 2020-as folytatása, Az új pápa. A Narcos 2017-ben sugárzott harmadik évadjában is játszott.

## Filmográfia

### Film
| Év   | Magyar cím                                   | Eredeti cím                          | Szerep                  | Magyar hang    |
| ---- | -------------------------------------------- | ------------------------------------ | ----------------------- | -------------- |
| 1997 | Bolond szív                                  | Corazón loco                         | Segura                  |                |
| 1998 | Torrente, a törvény két balkeze              | Torrente: El brazo tonto de la ley   | Rafi                    | Rába Roland    |
| 1999 |                                              | Cuarteto de la Habana                | Segis                   |                |
| 2001 | Torrente 2. – A Marbella-küldetés            | Misión en Marbella                   | Rafi                    |                |
| 2001 | A szex és Lucia                              | Lucía y el sexo                      | Pepe                    | Fesztbaum Béla |
| 2002 | Beszélj hozzá                                | Hable con ella                       | Benigno                 | Kerekes József |
| 2003 | Szex, hazugság, super 8-as – Torremolinos 73 | Torremolinos 73                      | Alfredo López           | Kerekes József |
| 2003 |                                              | Los abajo firmantes                  | Mario                   |                |
| 2004 | Rossz nevelés                                | La mala educación                    | Paca / Paquito          | Vári Attila    |
| 2005 | A szavak titkos élete                        | The Secret Life of Words             | Simon                   | Háda János     |
| 2005 |                                              | Malas temporadas                     | Mikel                   |                |
| 2006 | Alatriste kapitány                           | Alatriste                            | Conde Duque de Olivares |                |
| 2006 | Párizs, szeretlek!                           | Paris, je t'aime                     | ismeretlen szerep       |                |
| 2007 | Suso tornya                                  | La torre de Suso                     | Cundo                   |                |
| 2008 | Melegkonyha                                  | Fuera de carta                       | Maxi                    | Horányi László |
| 2008 | Vak napraforgók                              | Los girasoles ciegos                 | Ricardo                 |                |
| 2010 | Pokolba a rusnyákkal!                        | Que se mueran los feos               | Eliseo                  | Kerekes József |
| 2011 |                                              | ¿Para qué sirve un oso?              | Guillermo               |                |
| 2012 | Péntek Barcelonában                          | Una pistola en cada mano             | S.                      |                |
| 2013 | Szeretők, utazók                             | Los amantes pasajeros                | Joserra                 | Lux Ádám       |
| 2013 | Könnyű csukott szemmel élni                  | Vivir es fácil con los ojos cerrados | Antonio San Román       | Scherer Péter  |
| 2014 |                                              | La vida inesperada                   | Juanito                 |                |
| 2015 |                                              | Truman                               | Tomás                   |                |
| 2016 |                                              | La reina de España                   | Pepe Bonilla            |                |
| 2017 |                                              | Es por tu bien                       | Chus                    |                |
| 2017 |                                              | Fe de etarras                        | Martín                  |                |
| 2018 |                                              | Ola de crímenes                      | Padre                   |                |
| 2020 | Mind semmibe veszünk                         | El olvido que seremos                | Héctor Abad Gómez       |                |
| 2020 | Szenvedélyes szomszédok                      | Sentimental                          | Julio                   |                |
| 2022 | Eltitkolt történetek                         | Historias para no contar             | David                   |                |

### Televízió
| Év        | Magyar cím           | Eredeti cím          | Szerep                     | Megjegyzések                                    |
| --------- | -------------------- | -------------------- | -------------------------- | ----------------------------------------------- |
| 1994–1996 |                      | ¡Ay, señor, señor!   | Padre Ángel Murillo        | 28 epizód                                       |
| 1996–1997 |                      | Éste es mi barrio    | Don Justo                  | 31 epizód                                       |
| 1999–2006 |                      | 7 vidas              | Paco Gimeno Huete          | 88 epizód                                       |
| 2016      | Az ifjú pápa         | The Young Pope       | Bernardo Gutierrez bíboros | - 10 epizód - magyar hangja: - Debreczeny Csaba |
| 2017      | Narcos               | Narcos               | Guillermo Pallomari        | 3. évad (6 epizód)                              |
| 2019      | Szavazz Juanra!      | Vota Juan            | Juan Carrasco              | főszereplő (8 epizód)                           |
| 2020      | Az új pápa           | The New Pope         | Bernardo Gutierrez bíboros | - 9 epizód - magyar hangja: - Debreczeny Csaba  |
| 2020      | Gyerünk, Juan!       | Vamos Juan           | Juan Carrasco              | főszereplő (7 epizód)                           |
| 2020      | Otthon készült       | Homemade             | Pope (hangja)              | minisorozat (1 epizód)                          |
| 2021–2022 |                      | Venga Juan           | Juan Carrasco              | főszereplő (8 epizód)                           |
| 2022      | Nem szeretek vezetni | No me gusta conducir | Arturo Macías              | minisorozat (1 epizód)                          |
| 2022–2024 |                      | Rapa                 | Tomás                      | 18 epizód                                       |

## Fontosabb díjak és jelölések
| Év   | Díj                    | Kategória                     | Jelölt                          | Eredmény | Ref.        |
| ---- | ---------------------- | ----------------------------- | ------------------------------- | -------- | ----------- |
| 1999 | Goya-díj               | legjobb új színész            | Torrente, a törvény két balkeze | Jelölve  | [ 4 ]       |
| 2002 | Európai Filmdíjak 2002 | legjobb színész               | Beszélj hozzá                   | Jelölve  | [ 5 ] [ 6 ] |
| 2002 | Európai Filmdíjak 2002 | közönségdíj – legjobb színész | Beszélj hozzá                   | Elnyerte | [ 5 ] [ 6 ] |
| 2003 | Goya-díj               | legjobb férfi főszereplő      | Beszélj hozzá                   | Jelölve  | [ 7 ]       |
| 2004 | Goya-díj               | legjobb férfi főszereplő      | Torremolinos 73                 | Jelölve  | [ 8 ]       |
| 2006 | Goya-díj               | legjobb férfi mellékszereplő  | A szavak titkos élete           | Jelölve  | [ 9 ]       |
| 2009 | Goya-díj               | legjobb férfi főszereplő      | Melegkonyha                     | Jelölve  | [ 10 ]      |
| 2014 | Goya-díj               | legjobb férfi főszereplő      | Könnyű csukott szemmel élni     | Elnyerte | [ 11 ]      |
| 2016 | Goya-díj               | legjobb férfi mellékszereplő  | Truman                          | Elnyerte | [ 12 ]      |
| 2016 | Európai Filmdíjak 2016 | legjobb színész               | Truman                          | Jelölve  | [ 13 ]      |

## Fordítás
- Ez a szócikk részben vagy egészben  a   Javier Cámara című angol Wikipédia-szócikk ezen változatának fordításán alapul.  Az eredeti cikk szerkesztőit annak laptörténete sorolja fel. Ez a jelzés csupán a megfogalmazás eredetét és a szerzői jogokat jelzi, nem szolgál a cikkben szereplő információk forrásmegjelöléseként.